# Église de la Sainte-Trinité de Bolventor
Pour les articles homonymes, voir Église de la Sainte-Trinité.
L'église de la Sainte-Trinité de Bolventor (anglais : Holy Trinity Church) est une ancienne église paroissiale anglicane située à Bolventor (en), dans la paroisse civile d'Altarnun et le comté de Cornouailles, en Angleterre. Elle est classée monument de Grade II depuis 1988. 

## Historique
Une chapelle dédiée à saint Luc est édifiée au centre de Bolventor au XIIe siècle, avant d'être désacralisée au cours de la Réforme,.
Après la création de la paroisse de Bolventor en 1846, une nouvelle église est conçue pour accueillir 150 fidèles. La première pierre est posée en juillet 1846 par le bâtisseur Francis Rashleigh Rodd de Trebartha Hall. En 1847, l'Exeter Diocesan Church Building Society fournit 100 £ (
soit 9 200 £ en 2025) pour la construction de l'édifice,. L'église, dont la construction a coûté 666 £ (
soit 61 300 £ en 2025) au total, est consacrée et dédiée à la sainte Trinité en juillet 1848 par l'évêque d'Exeter Henry Phillpotts,.
Après une restauration en 1965, l'église est fermée au culte en juin 1981 en raison de la diminution du nombre de fidèles. En 2011, elle est rachetée par des particuliers, qui obtiennent l'autorisation de la transformer en bâtiment résidentiel. Le bâtiment, partiellement reconverti, est revendu en 2018.
L'église de la Sainte-Trinité de Bolventor est classée monument de Grade II sur la National Heritage List for England depuis le 23 novembre 1988.

## Architecture
Cette église de petite taille possède une nef, un chœur, un transept nord-sud et un porche d'entrée côté sud.
Les façades de l'église sont faites de pierre mouchetée (en) avec des éléments en granite. Le toit principal est fait d'ardoise. Le toit de la nef est de même hauteur que les toits des transepts, tandis que celui du chœur est moins élevé. Sur le toit principal, entre la nef et le chœur, s'élève un abri à cloches (en) octogonal à encorbellement. Il possède quatre fenêtres et est surmonté d'un toit conique avec épi de faîtage.
Les pignons oriental et occidental de la nef et du chœur possèdent chacun une fenêtre triple à arc Tudor (en) conçue dans le style gothique perpendiculaire. On retrouve ces mêmes fenêtres sur les murs nord et sud de la nef. Elles sont néanmoins condamnées depuis la fermeture de l'église. 
À l'intérieur, les murs sont recouverts de plâtre. Le plafond de la nef est soutenu par des arches, tandis que l'arche du chœur est soutenue par des colonnes en granite d'apparence brute dont les chapiteaux et les bases sont moulurées.
La sacristie est située au niveau de la jonction du transept et du chœur. Le porche sud est accessible depuis l'intérieur par une porte du XIXe siècle.
Les fonts baptismaux possèdent un bassin d'eau octogonal orné de quatre-feuilles et de plusieurs croix. Par ailleurs, l'église est pourvue d'ameublements simples du XIXe siècle.
Sur la façade ouest, un vitrail représente les armoiries des familles Rodd et Grylls ainsi que celles de l'évêché d'Exeter.
Une borne kilométrique de plan rectangulaire en granite, conçue au début ou au milieu du XIXe siècle, se trouve à une quarantaine de mètres au sud de l'église de la Sainte-Trinité. Elle est classée objet de Grade II.